# Phygadeuon rubricaudus
Phygadeuon rubricaudus är en stekelart som beskrevs av Morley 1947. Phygadeuon rubricaudus ingår i släktet Phygadeuon och familjen brokparasitsteklar. Inga underarter finns listade i Catalogue of Life.